# عباد بن الحصين الحبطي
عباد بن الحصين كان يكنى أبا جهضم من أشراف البصرة، ولّي شرطة البصرة أيام عبد الله بن الزبير، وكان من قادة جيش مصعب بن الزبير أيام قتل المختار الثقفي، وكان مع عمر بن عبيد الله بن معمر على أيام أبي فديك وأبلى يومئذ ما لم يبله أحد .

## نسبه
عباد بن الحصين بن يزيد بن عمرو بن أوس بن سيف بن عرذم بن حلزة بن نيار بن سعد بن الحبط بن عمرو بن تميم بن مر بن أد بن طابخة بن إلياس بن مضر بن نزار بن معد بن عدنان .

## قصة تسميةعبادانباسمه
به سميت مدينة عبادان التي يرابط بها، وقال المدائني وغيره: كانت عبادان قطيعة لحمران بن أبان مولى عثمان بن عفان من عبد الملك بن مروان، وبعضها من زياد بن أبي سفيان، وكان حمران من سبي عين التمر يدعي أنه من قبيلة النمر بن قاسط، فقال الحجاج بن يوسف الثقفي ذات يوم وعنده عباد بن الحصين: لئن انتمى حمران إلى العرب ولم يقل أن أباه أبي لأضربن عنقه، فخرج عباد من عند الحجاج مبادراً فأخبر حمران بقوله، فوهب له غربي النهر، وحبس الشرق، فنسب إلى عباد بن الحصين. وقال بعضهم إن أول من رابط بعبادان عباد فنسبت إليه.

## فتح كابل
وكان عباد على شرط عبد الرحمن بن سمرة القرشي، فغزا عبد الرحمن كابل فحاصر أهلها حتى فتحها.
وكان الحسن البصري غازيا فقال: ما رأيت أشد بأسا من عباد بن الحصين، وعبد الله بن خازم، أما عباد فبات ليلة على ثلمة ثلمها المسلمون في حائط كابل، فلم يزل يطاعن المشركين حتى أصبح، فمنعهم من سدها، وأصبح وهو على حاله في أول الليل، وروي عن الحسن انه كان يقول: ما كنت أرى أن رجلا يعدل بألف فارس حتى رأيت عبادا ليلة كابل .

## اخباره
- شهد فتح كابل مع عبد الله بن عامر فقال الحسن: ما كنت أرى أن أحداً يعدل بألف فارس حتى رأيت عباد، وأدرك فتنة عبد الرحمن بن الأشعث وهو شيخ مفلوج، فأشار عليه بأشياء، فخاف الحجاج بن يوسف الثقفي فهرب نحو كابل فقتله العدو هناك
- قال المدائني: قال الأحنف بن قيس: لا يهلك من قوم مثل عباد بن الحصين إلا أورثهم هلكه ذلة .
- قال الجاحظ: لما انهزم الناس يوم أبى فديك كان عباد بن الحصين من المنهزمين وهو يصيح بأعلى صوته: أنا عباد بن الحصين، فقال له بعض المنهزمين: فلم تنوه باسمك على هذه الحال؟ قال عباد: لكي لا تركبني غمرة. ألا ترى أن عباداً صحيح التدبير في حال انهزامه، وقد ترك القتال عن غير جبن، وترك القتال كي لا يقتل ضياعاً، وعباد فارس الناس غير مدافع، وإياه عنى الشاعر حيث يقول:

من مبلغ عني نهيك بن محرز
فدونك عباداً أخا الحبطات
فدونكه يستهزم الجيش باسمه
إذا خاضت الفرسان في الغمرات
- سُئل المهلب بن أبي صفرة عن أفرس الناس فقال: حمار بني تميم وأحمر بني تيم يعني بالحمار عباد بن الحصين وبالأحمر عمر بن عبيد الله بن معمر فقيل له: ما تقول في عبد الله بن الزبير وفي عبد الله بن خازم فقال: إنما سألتموني عن الناس .
- قال البلاذري: ولد الحبط بن عمرو بن تميم، وهو الحارث بن عمرو: معاوية ومشادة وسعد وكعب فمنهم: عباد بن الحصين بن يزيد بن عمرو بن أوس بن سيف بن عرذم بن حلزة بن نيار بن سعد بن الحبط .
- قال هشام ابن الكلبي: كان عباد بن الحصين، أبو المسور، شريفا بالبصرة، وابنه عباد بن المسور بن عباد .
- قال أبو اليقظان : قال عبد الملك بن مروان لرجل من بني تميم: من أشد الناس من قومك؟ قال: الحريش بن هلال. فقال عبد الملك: لو جئت بحمار الحبطات عباد لاستسمنته .

## وفاة عباد بن الحصين
أدرك عباد فتنة ابن الأشعث وهو شيخ، وكان أشار على ابن الأشعث بأشياء منها ألا يأتي رتبيل ملك الترك، وأن ينحاز إلى موضع من المواضع، فخاف عباد من انتقام الحجاج بن يوسف فأتى ناحية من سجستان فقتله العدو هناك، وله يقول الفرزدق حين واقف جريرا بالمربد ففرق عباد بينهما:
أفي قمليٍّ من كليب يسبني
أو جهضم تغلي على مراجله

## ذريته
وكان ولد عباد: جهضم بن عباد. وعمر بن عباد. وداود بن عباد. وزياد بن عباد. وعبيد الله بن عباد.
فكان جهضم من وجوه بني تميم وفرسانهم، وخرج مع ابن الأشعث، فقتله الحجاج وكانت له ابنة تزوجها يزيد بن جديع الكرماني من ولد أبي صفرة.
وكان عمر بن عباد جميلا. فولد عمر: المسور بن عمر بن عباد، والناس ينسبون مسورا إلى جده، فيقولون مسور بن عباد وفيه يقول الراجز:
أنت لها يا مسور بن عبّاد
إذا انتضين من جفون الأغماد
وولي المسور بن عمر بن عباد أمور البصرة وأحداثها لعبد الله بن عمر بن عبد العزيز زمن خلافة يزيد بن الوليد ، ثم وفد إلى يزيد بن عمر بن هبيرة بواسط فمات بها وقيل فيه:
يا مسور بن عمر لا تبعد
من يحمد الناس إذا لم تحمد
أنت الجواد للأب المسود